# Греко-римская борьба на летних Олимпийских играх 1968 — до 57 кг
Соревнования по греко-римской борьбе в рамках Олимпийских игр 1968 года в легчайшем весе (до 57 килограммов) прошли в Мехико с 23 по 26 октября 1968 года в «Ice Rink of the Insurgents».
Турнир проводился по системе с начислением штрафных баллов.
- 0 штрафных очков в случае чистой победы или дисквалификации противника, а также неявки;
- 0,5 штрафных очка в случае победы ввиду явного технического превосходства (на восемь и более баллов);
- 1 штрафное очко в случае победы по баллам (с разницей менее восьми баллов);
- 2 штрафных очка в случае результативной ничьей;
- 2,5 штрафных очка в случае безрезультатной ничьей (пассивной ничьей);
- 3 штрафных очка в случае поражения по баллам (с разницей менее восьми баллов);
- 3,5 штрафных очка в случае поражения ввиду явного технического превосходства соперника (на восемь и более баллов);
- 4 штрафных очка в случае чистого поражения или дисквалификации а также неявки.

Трое оставшихся борцов выходили в финал, где проводили встречи между собой. Встречи между финалистами, состоявшиеся в предварительных схватках, шли в зачёт. Схватка по регламенту турнира продолжалась 9 минут в три трёхминутных периода, в партер ставили менее активного борца. Мог быть назначен овертайм.
В легчайшем весе боролись 24 участника. Самым молодым участником был 19-летний Юзеф Липень, самым возрастным 34-летний Артур Спаенховен. В качестве претендентов на медали рассматривались чемпион мира 1967 года Йон Бачиу, чемпион Европы 1967 года Янош Варга и чемпион Европы 1968 года Христо Трайков. Им конкуренцию мог составить Иван Кочергин, чемпион Европы 1968 года, но в наилегчайшем весе. Турнир проходил очень напряжённо: борцы поочерёдно выигрывали и проигрывали, и в конечном итоге неожиданная развязка произошла в шестом круге: из турнира, после двух встреч с ничейным результатом, выбыли абсолютно все борцы. Три борца (Кочергин, Бачиу и грек Мосхидис) набрали по 7,5 штрафных баллов, а Варга имел 6,5, что позволило объявить победителем соревнований его. Между оставшимися тремя борцами был проведён турнир за оставшиеся медали. Кочергин уже встречался с Мосхидисом, и свёл встречу вничью. Первой была встреча Бачиу и Мосхидиса, где Бачиу тушировал греческого спортсмена, почти лишив его шансов на медали. После этого Кочергин встречался с Бачиу, и в этой встрече оба борца были дисквалифицированы за пассивность. Таким образом, Бачиу с одной победой и одним поражением завоевал «серебро», у Кочергина и Мосхидиса было по одной ничье и по одному поражению, но у Мосхидиса было чистое поражение на «туше», и бронзовая медаль досталась Кочергину.

## Призовые места
- Янош Варга (HUN)
- Йон Бачиу (ROU)
- Иван Кочергин (URS)

## Первый круг
| Штрафных баллов | Участник 1              | Результат       | Участник 2                | Штрафных баллов |
| --------------- | ----------------------- | --------------- | ------------------------- | --------------- |
| 1               | Йон Бачиу (ROU)         | По очкам        | Дэйв Хейзельвинкель (USA) | 3               |
| 0               | Христо Трайков (BUL)    | Дисквалификация | Джонни Нильсен (DEN)      | 4               |
| 1               | Ибрагим Эль-Сайед (EGY) | По очкам        | Родольфо Гуерра (MEX)     | 3               |
| 0               | Жан Накузи (LIB)        | Туше (10:51)    | Херб Зингерман (CAN)      | 4               |
| 1               | Кодзи Сакурама (JPN)    | По очкам        | Роланд Свенссон (SWE)     | 3               |
| 2,5             | Гармут Пульс (GDR)      | Ничья           | Артур Спаенховен (BEL)    | 2,5             |
| 0               | Иван Кочергин (URS)     | Туше (9:08)     | Фриц Штанге (FRG)         | 4               |
| 0               | Янош Варга (HUN)        | Туше (9:08)     | Луиш Грильо (POR)         | 4               |
| 1               | Отон Мосхидис (GRE)     | По очкам        | Карло Чович (YUG)         | 3               |
| 0               | Ристо Бьёрлин (FIN)     | Туше (4:38)     | Хавьер Раксон (GUA)       | 4               |
| 1               | Ан Чхон Ён (KOR)        | По очкам        | Халифа Каруан (MAR)       | 3               |
| 1               | Кайя Ёзкан (TUR)        | По очкам        | Юзеф Липень (POL)         | 3               |

## Второй круг
| Штрафных баллов | Участник 1                | Результат    | Участник 2            | Штрафных баллов |
| --------------- | ------------------------- | ------------ | --------------------- | --------------- |
| 3               | Дэйв Хейзельвинкель (USA) | Туше (8:28)  | Джонни Нильсен (DEN)  | 8               |
| 2               | Йон Бачиу (ROU)           | По очкам     | Христо Трайков (BUL)  | 3               |
| 1               | Ибрагим Эль-Сайед (EGY)   | Туше (1:30)  | Херб Зингерман (CAN)  | 8               |
| 4               | Родольфо Гуерра (MEX)     | По очкам     | Жан Накузи (LIB)      | 3               |
| 3,5             | Артур Спаенховен (BEL)    | По очкам     | Роланд Свенссон (SWE) | 6               |
| 1               | Кодзи Сакурама (JPN)      | Туше (10:45) | Гармут Пульс (GDR)    | 6,5             |
| 5               | Фриц Штанге (FRG)¹        | По очкам     | Луиш Грильо (POR)     | 7               |
| 1               | Янош Варга (HUN)          | По очкам     | Иван Кочергин (URS)   | 3               |
| 4               | Карло Чович (YUG)         | По очкам     | Ристо Бьёрлин (FIN)   | 3               |
| 1               | Отон Мосхидис (GRE)       | Туше (1:23)  | Хавьер Раксон (GUA)   | 8               |
| 2               | Кайя Ёзкан (TUR)          | По очкам     | Халифа Каруан (MAR)   | 6               |
| 5               | Юзеф Липень (POL)         | Ничья        | Ан Чхон Ён (KOR)      | 3               |

¹ Снялся с соревнований

## Третий круг
| Штрафных баллов | Участник 1                | Результат       | Участник 2              | Штрафных баллов |
| --------------- | ------------------------- | --------------- | ----------------------- | --------------- |
| 3               | Дэйв Хейзельвинкель (USA) | Дисквалификация | Христо Трайков (BUL)    | 7               |
| 3               | Йон Бачиу (ROU)           | По очкам        | Ибрагим Эль-Сайед (EGY) | 4               |
| 1               | Кодзи Сакурама (JPN)      | Туше (2:44)     | Родольфо Гуерра (MEX)   | 8               |
| 4,5             | Артур Спаенховен (BEL)    | По очкам        | Жан Накузи (LIB)        | 6               |
| 4               | Иван Кочергин (URS)       | По очкам        | Карло Чович (YUG)       | 7               |
| 2               | Янош Варга (HUN)          | По очкам        | Отон Мосхидис (GRE)     | 4               |
| 3               | Ристо Бьёрлин (FIN)       | Туше (9:00)     | Юзеф Липень (POL)       | 9               |
| 4               | Ан Чхон Ён (KOR)          | По очкам        | Кайя Ёзкан (TUR)        | 5               |

## Четвёртый круг
| Штрафных баллов | Участник 1              | Результат | Участник 2                | Штрафных баллов |
| --------------- | ----------------------- | --------- | ------------------------- | --------------- |
| 5               | Ибрагим Эль-Сайед (EGY) | По очкам  | Дэйв Хейзельвинкель (USA) | 6               |
| 5               | Йон Бачиу (ROU)         | Ничья     | Кодзи Сакурама (JPN)      | 3               |
| 5               | Иван Кочергин (URS)     | По очкам  | Артур Спаенховен (BEL)    | 7,5             |
| 3               | Янош Варга (HUN)        | По очкам  | Ристо Бьёрлин (FIN)       | 6               |
| 5               | Отон Мосхидис (GRE)     | По очкам  | Ан Чхон Ён (KOR)          | 7               |
| 5               | Кайя Ёзкан (TUR)        | Пропускал |                           |                 |

## Пятый круг
| Штрафных баллов | Участник 1          | Результат    | Участник 2              | Штрафных баллов |
| --------------- | ------------------- | ------------ | ----------------------- | --------------- |
| 5               | Йон Бачиу (ROU)     | Туше (6:13)  | Кайя Ёзкан (TUR)        | 9               |
| 5               | Иван Кочергин (URS) | Туше (10:49) | Ибрагим Эль-Сайед (EGY) | 9               |
| 4               | Янош Варга (HUN)    | По очкам     | Кодзи Сакурама (JPN)    | 6               |
| 5               | Отон Мосхидис (GRE) | Пропускал    |                         |                 |

## Шестой круг
| Штрафных баллов | Участник 1          | Результат | Участник 2          | Штрафных баллов |
| --------------- | ------------------- | --------- | ------------------- | --------------- |
| 7,5             | Иван Кочергин (URS) | Ничья     | Отон Мосхидис (GRE) | 7,5             |
| 7,5             | Йон Бачиу (ROU)     | Ничья     | Янош Варга (HUN)    | 6,5             |

## Седьмой круг
| Штрафных баллов | Участник 1          | Результат   | Участник 2          | Штрафных баллов |
| --------------- | ------------------- | ----------- | ------------------- | --------------- |
| 7,5             | Йон Бачиу (ROU)     | Туше (2:32) | Отон Мосхидис (GRE) | 11,5            |
| 7,5             | Иван Кочергин (URS) | Пропускал   |                     |                 |

## Восьмой круг
| Штрафных баллов | Участник 1          | Результат                           | Участник 2      | Штрафных баллов |
| --------------- | ------------------- | ----------------------------------- | --------------- | --------------- |
| 11,5            | Иван Кочергин (URS) | Дисквалификация обоих (пассивность) | Йон Бачиу (ROU) | 11,5            |